# Remix (film)
 Ikke at forveksle med Remix .
Remix er en dansk film fra 2008 om musikindustriens forhold til barnestjerner.

## Handling
Den 16-årige Ruben (Micky Skeel Hansen) skriver musik sammen med sin gode ven Viktor og da han møder Clara (Camilla Bendix) fra pladeselskabet Major, får han i rekordfart en pladekontrakt. Men han er ikke klar over, at han har stukket hånden ind i en ubarmhjertlig mediemaskine, hvor talent ikke er en nødvendighed for at få succes... Alt kan remixes, også Ruben - og succesens pris viser sig hurtigt at være skyhøj - og valget står hurtigt mellem vennerne og karrieren. Men valget kan være svært for en teenagedreng, når pigerne hviner og pengene ruller ind på kontoen...
Remix er en historie om venskab, succes og ikke mindst masser af god musik.

## Medvirkende
- Micky Skeel Hansen - (Ruben)
- Camilla Bendix - (Clara)
- Jakob Cedergren - (Jes)
- Anette Støvelbæk - (Lone, Rubens mor)
- Kristian Halken - (Flemming, Rubens far)
- Thomas Waern Gabrielsson - (Michael)
- Henrik Prip - (Mark)
- Sofie Lassen-Kahlke - (Robinson Tanja)
- Kim Sønderholm - (Stig)
- Kasper Warrer Krogager - (Rubens ven)
- Svend Laurits Læssø Larsen - (Victor, Rubens ven)
- Jarl Friis-Mikkelsen - (Studievært)
- Johan H. Kjellgren - (Björn)
- Carina Due - (Disco pige)
- Søren Juul Petersen - (Stengade konferencier)
- Marcelino Ballarin - (Musikvideoinstruktør)
- Christian Geisnæs - (Reklamefotograf)
- Sune Bjørnvig - (Ung mand)
- Caspar Møller - (Rubens ven)
- Georgios Alexander Fylakouris - (Rubens ven)
- Peter Lehmann - (Lydtekniker)
- Cajsa Hansen - (Marks datter)

## Eksterne links
- Remix på Internet Movie Database (engelsk)
- Remix på Filmdatabasen
- Remix på danskefilm.dk
- Remix på danskfilmogtv.dk
- Remix på Scope
- Remix på Turner Classic Movies (engelsk)
- Remix på The Movie Database (engelsk)